# Geotermia Toruń

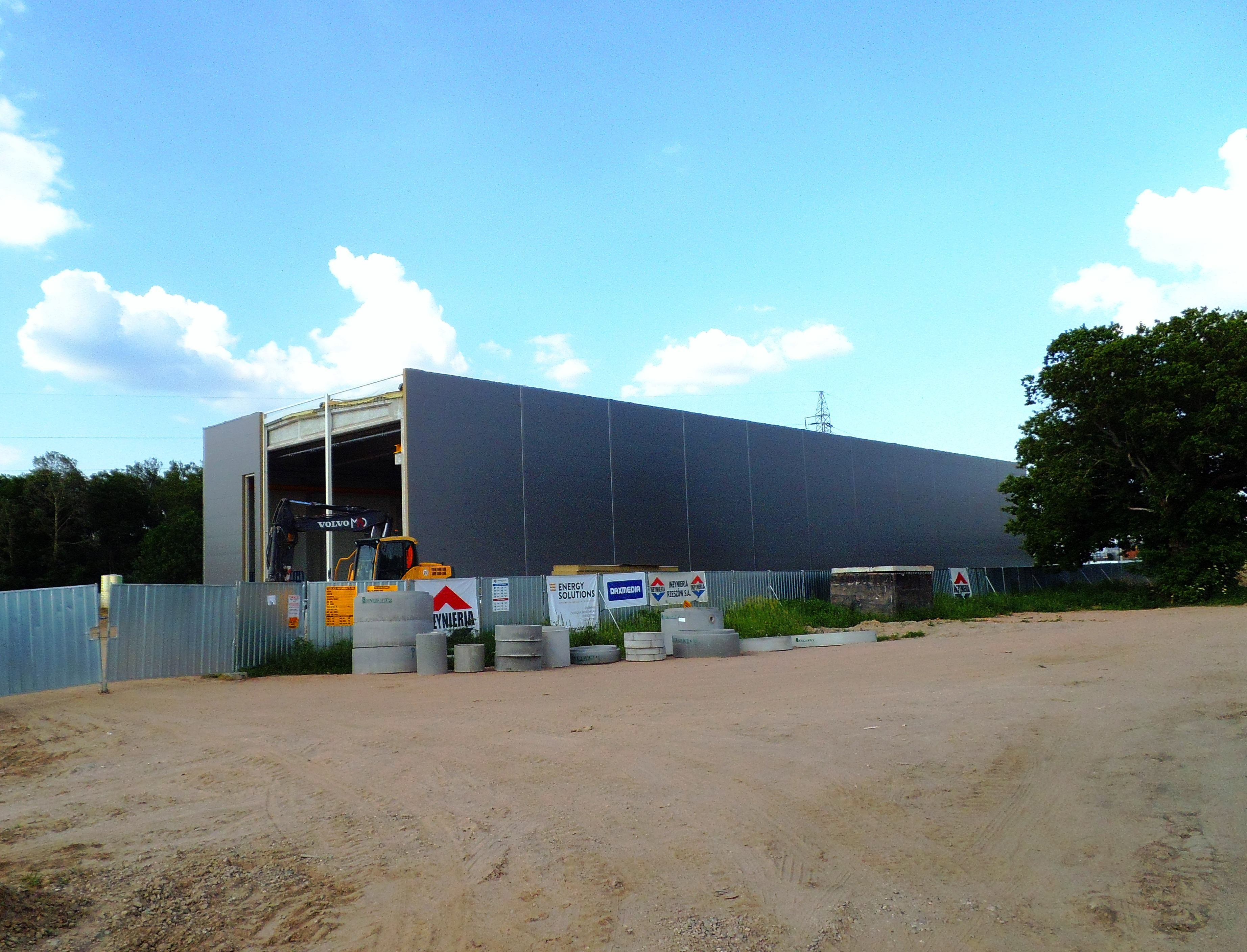
Budowa geotermii (stan z 6 czerwca 2019 roku)

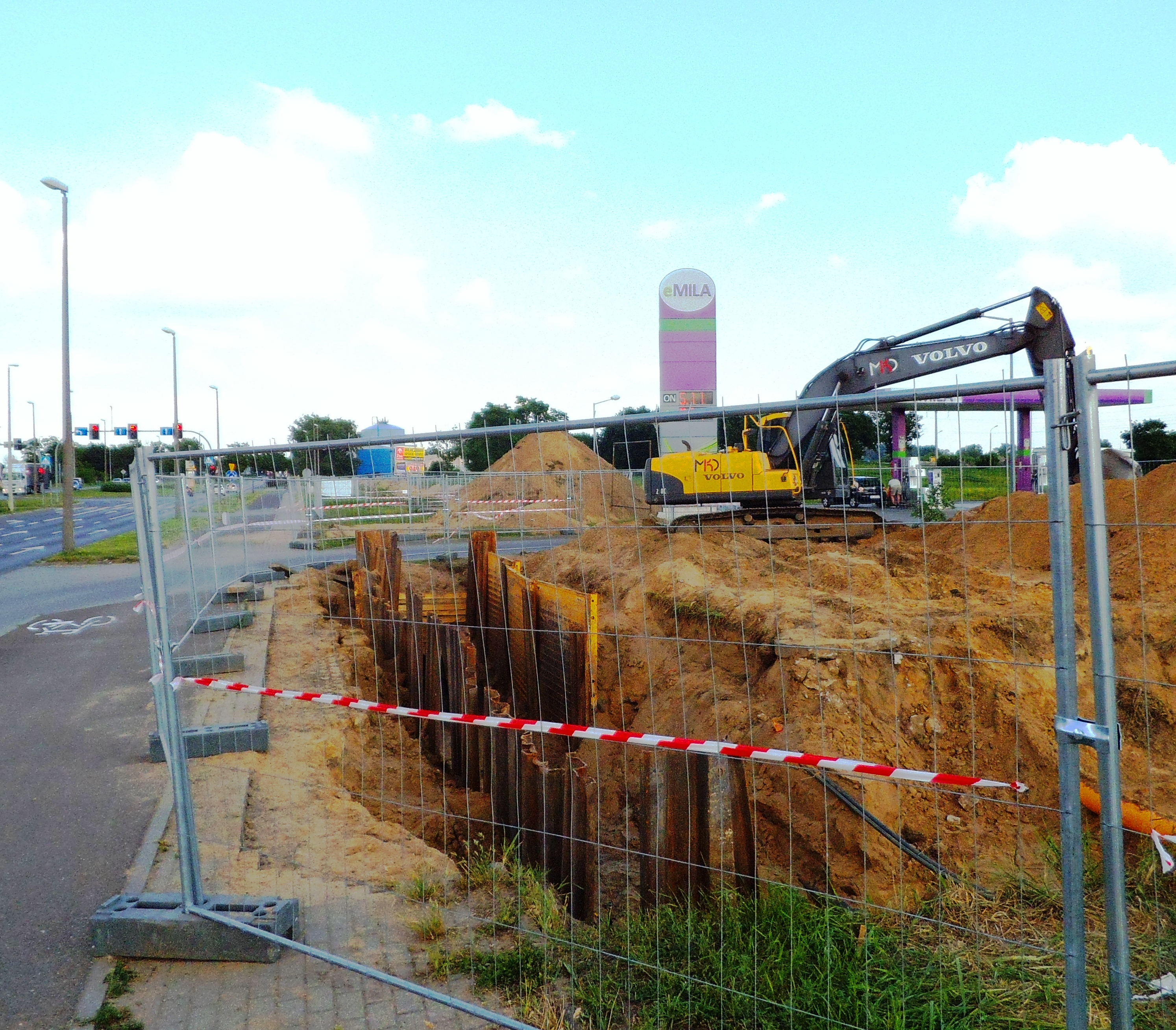
Budowa sieci ciepłowniczej przy ul. Szosa Bydgoska, która połączyła PGE Toruń z Geotermią Toruń (stan z 6 czerwca 2019)

Geotermia Toruń – przedsiębiorstwo typu spółka z ograniczoną odpowiedzialnością utworzone w celu wybudowania i użytkowania ciepłowni geotermalnej w Toruniu. Zadaniem ciepłowni jest wymiana ciepła między słoną wodą z odwiertu a wodą w instalacji grzewczej, dogrzanie wody do temperatury wymaganej przez instalację oraz pompowanie solanki i wody ciepłowniczej.
Geotermia mieści się przy ul. Starotoruńska 3.
Efekt ekologiczny Geotermii Toruń liczony szacowanym rocznym spadekiem emisji gazów cieplarnianych ma wynieść 13,5 tys. ton CO
2/rok, natomiast szacowana produkcja energii cieplnej ma wynieść 81,5 GWh.

## Historia
Początki geotermii w Toruniu sięgają roku 2008, kiedy to na zlecenie fundacji Lux Veritatis Firma Poszukiwania Nafty i Gazu Jasło Sp. z o.o. wykonała dwa odwierty geotermalne (TG-1 i TG-2) w sąsiedztwie kampusu Akademii Kultury Społecznej i Medialnej. Z pierwszych analiz wody wynikało, że jej wydajność i chłonność otworu zatłaczającego wynosi 320 m³/h przy ciśnieniu 6,5 atm, zaś temperatura wody w złożu sięgała 64 °C, a po jej wydobyciu 61 °C.
Budowa ciepłowni geotermalnej ruszyła w styczniu 2019 roku, a jej wykonawcą jest konsorcjum firm Inżynieria Rzeszów – Energy Solutions. Cały kompleks ciepłowni ma być oddany do użytku w styczniu 2020 roku i ogrzać ma m.in. budynki Akademii Kultury Społecznej i Medialnej, Sanktuarium Najświętszej Maryi Panny Gwiazdy Nowej Ewangelizacji i św. Jana Pawła II, a także budowane w ich sąsiedztwie Muzeum Pamięć i Tożsamość im. Jana Pawła II.

## Dotacje
W 2017 r. w ramach działania Wspieranie inwestycji dotyczących wytwarzania energii z odnawialnych źródeł wraz z podłączeniem tych źródeł do sieci dystrybucyjnej/przesyłowej Narodowego Funduszu Ochrony Środowiska i Gospodarki Wodnej wśród 9 zaakceptowanych wniosków na łączną kwotę dofinansowania 210 mln zł, dwa wnioski dotyczące wykorzystania źródeł geotermalnych uzyskały łączną dotację na 31,7 mln zł, w tym Geotermia Toruń otrzymała dotację 19,5 mln zł:
Dotacje uzyskane w latach 2015–2019, przez Geotermię Toruń związane z wykorzystaniem geotermalnych źródeł energii:
| Nazwa                                                                                | Koszt ogółem | Kwota dofinansowania | Kwota wypłacona |
| ------------------------------------------------------------------------------------ | ------------ | -------------------- | --------------- |
| Budowa ciepłowni                                                                     | 40,3 mln zł  | 19,5 mln zł          | 19,5 mln zł     |
| Budowa sieci ciepłowniczej zasilającej budynki mieszkalne i placówki systemu oświaty | 8,8 mln zł   | 4,1 mln zł           | 2,4 mln zł      |
| Budowa sieci ciepłowniczej m.in. zasilającej hotel akademicki szkoły wyższej         | 8,9 mln zł   | 4,0 mln zł           | 0,00 zł         |

Wcześniej uzyskano dotacje na wykonanie otworu geotermalnego oraz rekompensatę za zerwanie umowy na wykonanie drugiego otworu.

## Podłączenie do sieci ciepłowniczej
Geotermia Toruń ma być podłączona do sieci ciepłowniczej PGE Toruń. Podłączenie do sieci miejskiej zostanie wykonane w okolicy byłej Toruńskiej Przędzalni Czesankowej Merinotex. Solanka w Geotermii Toruń będzie miała temperaturę 61 °C. Temperatura wody transportującej ciepło za wymiennikiem ciepła będzie niższa od tej, a sieć miejska wymaga wody o temperaturze do 130 °C. Woda będzie podgrzewana przez spalanie gazu ziemnego, a tylko część ciepła będzie pochodziła z geotermii. Zgodnie z taryfą zatwierdzoną w październiku 2022 przez Urząd Regulacji Energetyki opłata stała za zamówioną moc cieplną z Geotermii Toruń będzie pięciokrotnie wyższa niż z PGE Toruń, a opłata zmienna o 64% większa.